# Гортина
Го́ртина (др.-греч. Γορτύν, Γόρτυνα, греч. Γόρτυς, лат. Gortyn, Gortyna, Gortynia) — античный город на Крите. Гортина расположен в 46 км к югу от Ираклиона, близ селения Айи-Дека, на плодородной равнине Месара. Гортина — один из древнейших городов Крита (с 6000-летней историей), одно из наиболее важных археологических мест Греции.
Название города, согласно Гесихию, происходит от минойского слова karten, означающего «корова». По мнению современных учёных, название города восходит к древнему индоевропейскому субстрату, оставленному пеласгами, от пра-и.е. ghordh- «город».
Примерно в 1880 году был обнаружен Великий свод законов Гортины, который был назван «королём среди сводов», поскольку является крупнейшим из когда-либо найденных на греческой территории. Он же — древнейший письменный законодательный акт в Европе и драгоценный источник права Древней Греции. У древних спартанцев существовала легенда, согласно которой Ликургу Спартанскому помогал в деле законодательства человек из Гортины — Фалет Критский.
На обширной территории расположены достопримечательности, принадлежащие различным историческим эпохам и культурам; среди них базилика св. Тита (V век н. э.), римские термы, преторий (II век до н. э.) и одеон, греческий храм Аполлона Пифийского, святилище египетских богов Исиды и Сераписа. В трёх километрах к северо-западу от Гортины находится вход в гигантский, известный ещё с античных времён, Лабиринт (закрыт для доступа туристов). Предполагается, что строительный материал для многих исторических зданий города (таких как базилика Тита), как и для каменных табличек со знаменитыми законами, добывался именно из этого подземелья.
Местность около Гортины также славится первой постройкой жилья на Крите (в конце неолита, в 5-м тысячелетии до н. э.).
Портами Гортины служили Лебен (ныне Лендас), находящийся в 22 километрах к югу на побережье Ливийского моря, и Матала в 30 километрах к юго-западу.
В честь города названа извилина Гортина на спутнике Юпитера Европе.

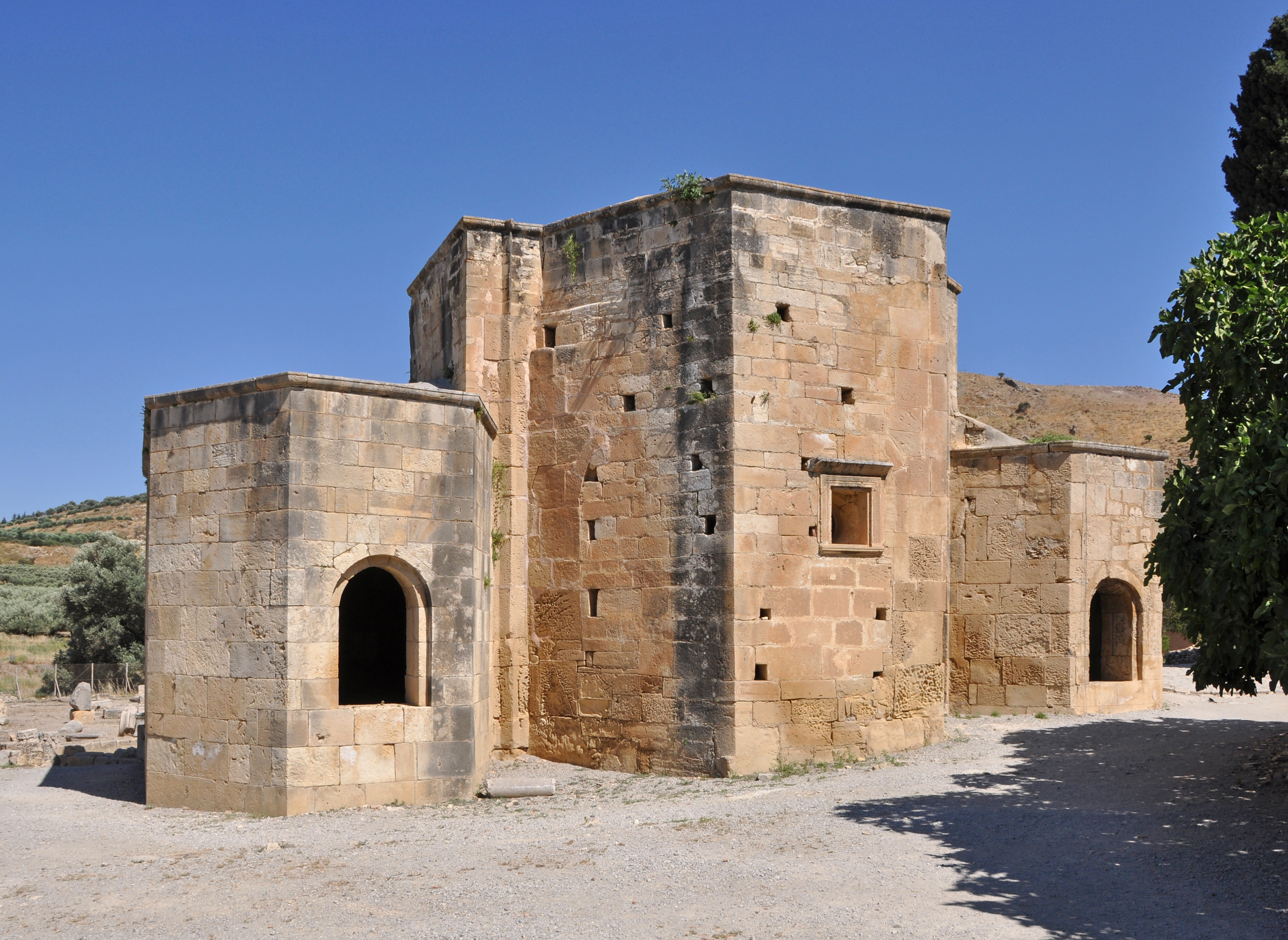
Базилика святого Тита
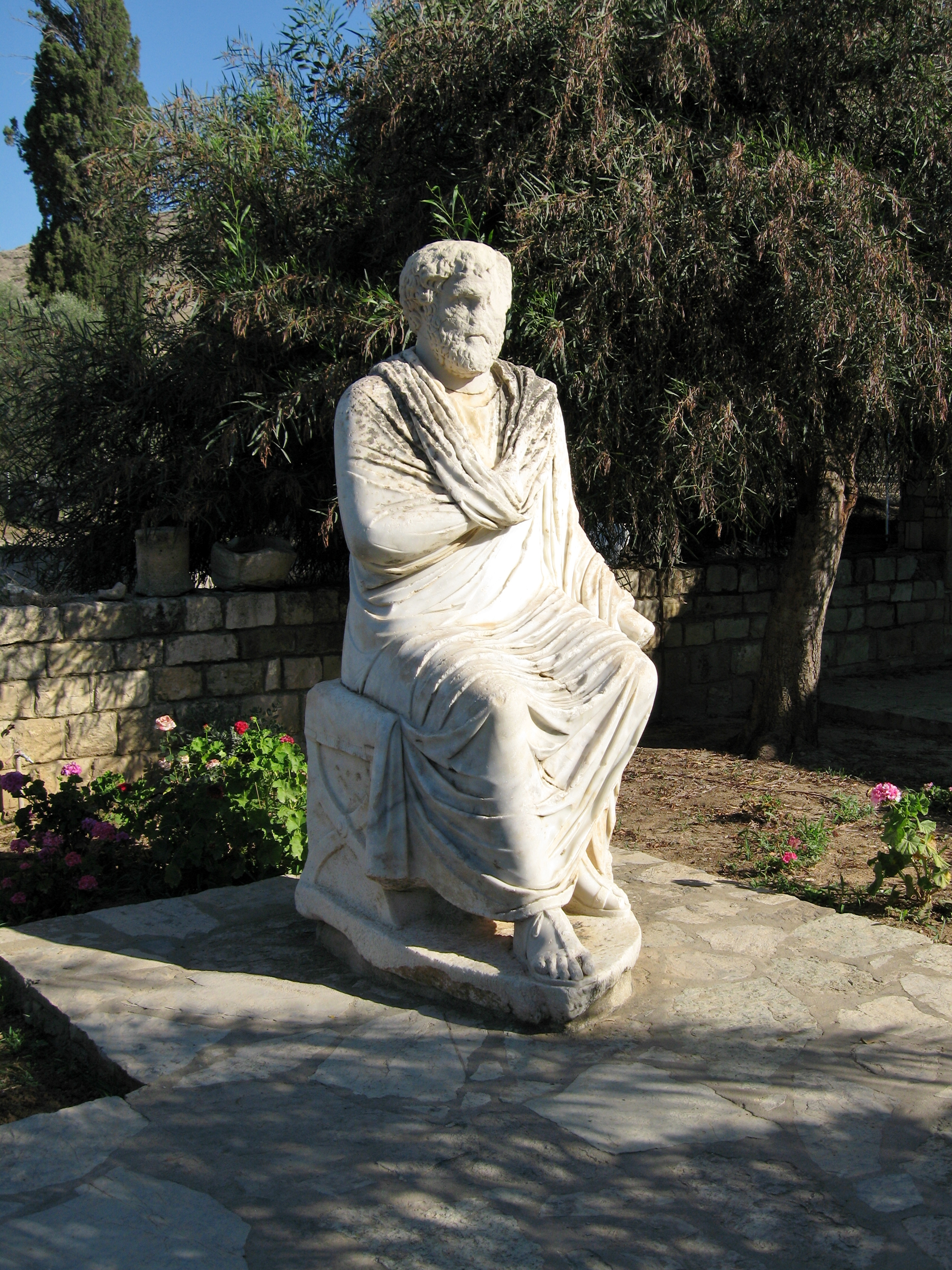
Статуя философа
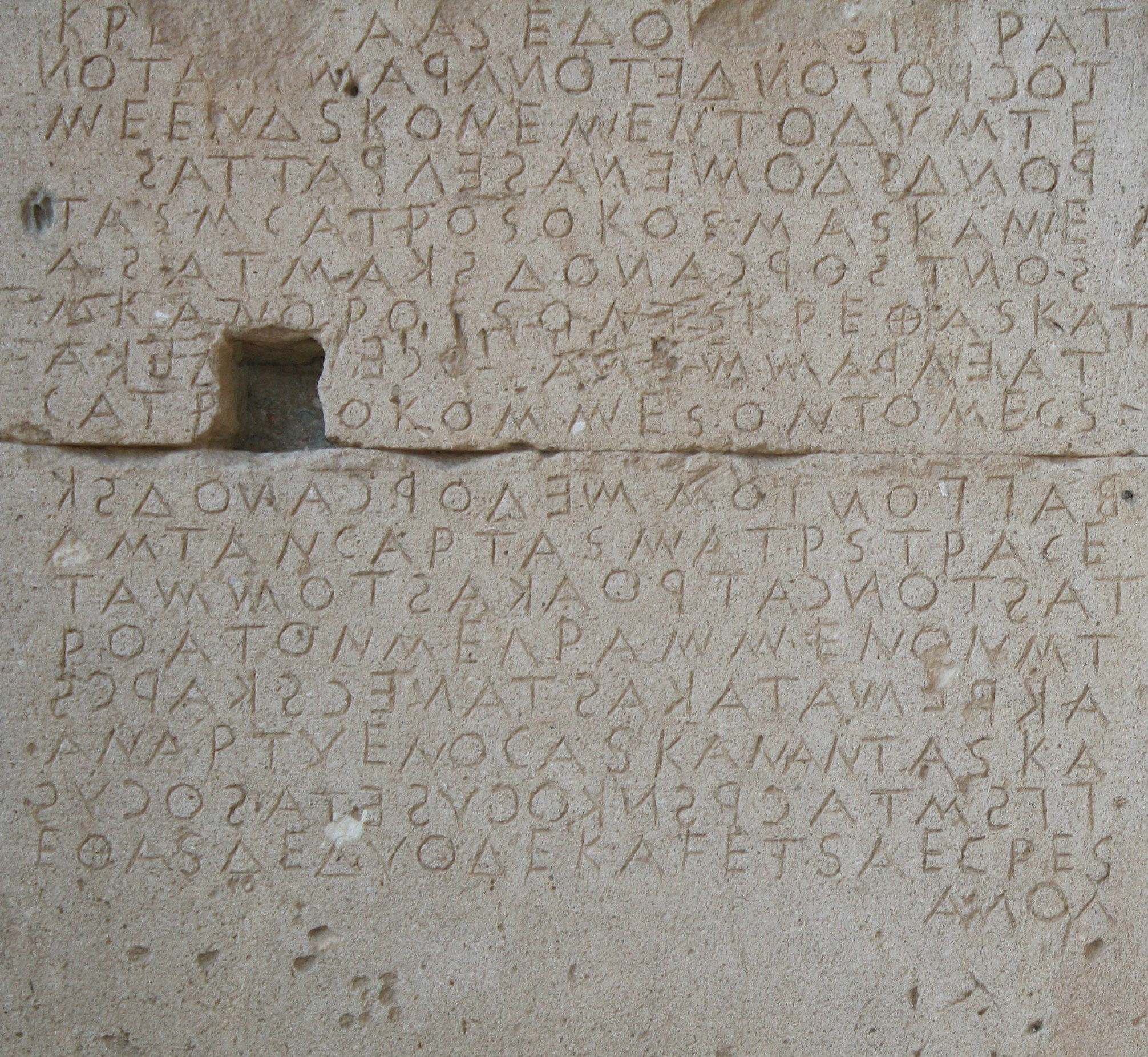
Гортинские законы, текст записан бустрофедоном на дорийском диалекте древнегреческого языка.